# 谷川徹三
谷川 徹三（たにかわ てつぞう、1895年〈明治28年〉5月26日 - 1989年〈平成元年〉9月27日）は、日本の哲学者、翻訳家、評論家。法政大学総長などを務めた。日本芸術院会員。常滑市名誉市民。
ジンメル、ゲーテの翻訳や、文芸、美術、宗教、思想などの幅広い評論活動を行った。

## 人物・生涯
1895年5月26日、煙草の元売りの店を営む谷川米太郎の三男として愛知県知多郡常滑町（現：常滑市保示町）に生まれた。旧制愛知県立第五中学校（現：愛知県立瑞陵高等学校）卒業。1913年、旧制第一高等学校に入学。在学中は真宗大谷派僧侶の近角常観が主宰していた求道学舎に寄宿する。西田幾多郎に影響され、1918年に京都帝国大学文学部哲学科へ入学し、西田に師事する。1922年に卒業し、同志社大学講師などを経て1928年に法政大学文学部哲学科教授となる。その後、文学部長、能楽研究所長を経て1963年に法政大学総長に就任
、1965年まで務めた。大学で同僚だった野上豊一郎、弥生子夫妻とは深い交流が続いた。文部省の国民芸能文化専門会（1942年設置）の委員も務めた。
論壇には1929年『改造』に発表した論文で登場した。『思想』の編集に関わったのち、戦時中は海軍の思想懇談会に参加し、戦後は三年会、世界連邦運動に加わる。『婦人公論』主幹、帝室博物館（現・東京国立博物館）次長、『心』編集代理委員を務めた。大正教養主義の流れに立った知識人で、旧制高校出身の学歴貴族たちに大きな影響を与えた。その流れで、作家阿川弘之とは志賀直哉ら白樺派関係で交流があり、平岩外四とは同郷でもあり終生交流があった。
また、宮沢賢治の研究家でもあり、自ら詩も書いた。賢治については「雨ニモマケズ」を高く評価し、同作に否定的な見解を表明した中村稔の評論を批判し、中村から反論を受けた（雨ニモマケズ#「雨ニモマケズ」論争を参照）。柳宗悦とも交流があり、終生民藝運動を支えた。晩年、終生の座右の書は『論語』『正法眼蔵』『ファウスト』と述べている。「草野牛郎」のペンネームを用いて自由律短歌も書いた。
戦後の短期間、帝室博物館次長在任中に館長の安倍能成、和辻哲郎、田中耕太郎らと昭和天皇の話し相手をつとめたことを度々述べることで、象徴天皇制を擁護している。雑誌『世界』の創立メンバーの一人でもあり、昭和天皇崩御に際しての『世界』の特集号ではただ一人、天皇を称える文章を載せている。
1960年、「茶の美学序説 芸術としての茶の構造」により法政大学文学博士。1967年、勲二等瑞宝章受章。1970年、宮沢賢治像を制作するよう高田博厚に依頼する。1987年、文化功労者。
1989年9月27日未明、虚血性心不全により自宅で死去。94歳没。前日まで職務を行っていた。叙従三位、勲一等瑞宝章追贈。弔辞は阿川弘之が読んだ。墓所は鎌倉市山ノ内の東慶寺にある。
妻・多喜子は立憲政友会の議員だった長田桃蔵の娘。京都帝大時代に音楽会で出会ったことがきっかけで交際に発展し、結婚するまでの2年間に多くの恋文が交わされた。多喜子は徹三より5年早く世を去った。多喜子が没して10年後の1994年、息子の谷川俊太郎は多喜子が残した恋文の一部を『母の恋文』（新潮社）として出版した。
詩人の谷川俊太郎は長男。作曲家の谷川賢作は孫。スタイリストの谷川夢佳は曾孫。元愛知県常滑市長の庭瀬健太郎は甥。林達夫、三木清とは同期の友人。

## 著作

### 単著
- 『感傷と反省』（岩波書店） 1925年
- 『享受と批評』（鉄塔書院） 1930年
- 『生活・哲学・芸術』（岩波書店） 1930年
- 『思想遠近』（小山書店） 1933年
- 『内部と外部』（小山書店） 1933年
- 『文学の世界』（改造社） 1934年、のち改題『文学入門』（講談社学術文庫） 1977年
- 『展望』（三笠書房） 1935年
- 『文学の周囲』（岩波書店） 1936年
- 『日本人のこころ』（岩波書店） 1938年、のち講談社学術文庫 1977年
- 『東洋と西洋』（岩波書店） 1940年
- 『私は思ふ』（中央公論社） 1940年
- 『支那知識人の動向』（東亜研究所） 1940年
- 『哲学的文学』（三笠書房） 1941年
- 『心の世界』（創元社） 1942年
- 『東洋と西洋 続』（近藤書店） 1942年
- 『芸術小論集』（生活社） 1943年
- 『茶の美学』（生活社） 1945年
- 『雨ニモマケズ』（生活社） 1945年、のち講談社学術文庫 1979年
- 『読書について』（生活社） 1946年
- 『考えるということ』（生活社） 1946年
- 『文化論』（金文堂出版部） 1947年
- 『知識人の立場』（文化書院） 1947年
- 『文芸小論集』（有恒社） 1947年
- 『生の哲学』（角川書店） 1947年
- 『谷川徹三選集』全3巻（斎藤書店） 1946年 - 1947年
- 『芸術覚書』（有恒社） 1949年
- 『戦争と平和』（雲井書店） 1949年
- 『ヒューマニズム』（細川書店） 1949年
- 『第四次元の芸術 宮沢賢治第三論』（弘文堂、アテネ文庫） 1950年
- 『宮沢賢治』（要書房） 1951年
- 『芸術のみかた』（磯部書房） 1951年
- 『読書ノート』（三笠書房） 1951年
- 『平和の哲学 世界連邦政府運動のために』（社会思想研究会出版部、現代教育文庫） 1953年、のち改題『世界連邦の構想』（講談社学術文庫） 1977年
- 『東と西との間の日本 平和共存への道』（岩波新書） 1958年
- 『山と漂泊』（朋文堂） 1958年
- 『調和の感覚』（中央公論社） 1958年
- 『現代知性全集15 谷川徹三集』（日本書房） 1958年、のち改題『日本人の知性2 谷川徹三』（学術出版会） 2010年
- 『宮沢賢治の世界』（法政大学出版局） 1963年
- 『人・文化・宗教』（日本経済新聞社） 1964年
- 『哲学と文学への三つの案内』（日本経済新聞社、日経新書） 1964年
- 『芸術の運命』（岩波書店） 1964年
- 『現代人生論全集4 谷川徹三集』（雪華社） 1966年、のち改題『私の人生論4 谷川徹三』（日本ブックエース） 2010年
- 『人間の生き方』（講談社現代新書） 1971年
- 『縄文的原型と弥生的原型』（岩波書店） 1971年
- 『人間であること 現代日本のエッセイ』（毎日新聞社） 1972年
- 『自由人の立場』（平凡社） 1975年
- 『こころと形』（岩波書店） 1975年
- 『哲学案内』（講談社学術文庫） 1977年
- 『黄塵居清賞 私の眼とこころ』（小学館） 1986年
- 『生涯一書生』（岩波書店） 1988年
- 『自伝抄』（中央公論社） 1989年、のち中公文庫 1992年
- 『芸術における東洋と西洋』（岩波書店） 1990年
- 『日本の相撲』（ベースボール・マガジン社） 1995年
- 『愛ある眼 父・谷川徹三が遺した美のかたち』（谷川俊太郎編、淡交社） 2001年

### 主な編著
- 『読本現代日本文学 志賀直哉読本』（三笠書房） 1936年
- 『志賀直哉の作品』（三笠書房） 1942年
- 『回想の三木清』（東畑精一共編、文化書院） 1948年
- 『宮沢賢治詩集』（岩波書店） 1950年
- 『哲学とは何か』（瀬川行有共著、法政大学出版局） 1953年
- 『東洋と西洋』（毎日ライブラリー、毎日新聞社） 1957年
- 『宇宙と心の世界』（対談湯川秀樹、読売新聞社） 1969年
- 『日本人にとっての東洋と西洋』（福田定良共著、法政大学出版局） 1981年
- 『回想小林勇』（井上靖共編、筑摩書房） 1983年
- 『九十にして惑う 対談集』（竹井出版） 1986年 - 湯川秀樹・田中美知太郎らとの対談
- 『母の恋文 谷川徹三・多喜子の手紙 大正十年八月〜大正十二年七月』（谷川俊太郎編、新潮社） 1994年、のち新潮文庫 1997年、のち新版岩波現代文庫 2024年（新版解説内田也哉子）

## 翻訳
- 『カントとゲエテ』 ジムメル（大村書店） 1922年、のち岩波文庫 1928年
- 『映画劇 その心理学と美学』（久世昂太郎名義、ヒューゴー・ミュンスターバーグ、大村書店） 1924年[9]
- 『ゲーテ全集 芸術論集』（大村書店） 1927年
- 『西洋哲学史』上・下（シェヴェーグラー、松村一人共訳、岩波文庫） 1949年